# Tổng cục Chính trị, Bộ Công an (Việt Nam)
Tổng cục Chính trị là cơ quan đã kết thúc hoạt động trực thuộc Bộ Công an Việt Nam là cơ quan đầu ngành giúp Bộ trưởng quản lý, điều hành về công tác quản lý, xây dựng lực lượng, công tác đảng, công tác chính trị trong toàn lực lượng công an.

## Lịch sử
- Ngày 17/11/2014, Chính phủ ban hành Nghị định quy định chức năng nhiệm vụ quyền hạn và cơ cấu tổ chức của Bộ Công an. Theo đó, Tổng cục Xây dựng Lực lượng được đổi tên thành Tổng cục Chính trị.[1]
- Ngày 6 tháng 8 năm 2018, Thủ tướng Chính phủ Việt Nam Nguyễn Xuân Phúc đã ký ban hành Nghị định 01 có hiệu lực cùng ngày quy định chức năng nhiệm vụ, quyền hạn và cơ cấu tổ chức của Bộ Công an, theo đó Bộ Công an không còn cấp Tổng cục.

## Cơ cấu tổ chức
- Văn phòng (X11)[2]
- Thanh tra (V24)[3]
- Cục Tham mưu (X12)[4]
- Cục Tổ chức Cán bộ (X13)[5]
- Cục Đào tạo (X14)[6]
- Cục Chính sách (X33)[7]
- Cục Công tác chính trị (X15)[8]
- Cục Công tác Đảng và Công tác quần chúng (X16)[9]
- Nhà xuất bản Công an nhân dân (X19)[10]
- Báo Công an nhân dân (X21)[10]
- Tạp chí Công an nhân dân (X24)[11]
- Viện Lịch sử Công an nhân dân (X25)[12]
- Trung tâm Phát thanh Truyền hình Điện ảnh Công an nhân dân (X34)[13]
- Học viện Chính trị Công an nhân dân (T29)[14]
- Học viện An ninh nhân dân (T31)[15]
- Học viện Cảnh sát nhân dân (T32)
- Trường Đại học Phòng cháy chữa cháy (T34)[16]
- Trường Đại học Kỹ thuật - Hậu cần (T36)[17]
- Trường Đại học An ninh nhân dân (T47)
- Trường Đại học Cảnh sát nhân dân (T48),[10]
- Trường Cao đẳng An ninh nhân dân I (T33)
- Trường Cao đẳng An ninh nhân dân II (T37)
- Trường Cao đẳng Cảnh sát nhân dân I (T38)
- Trường Cao đẳng Cảnh sát nhân dân II (T39)
- Trường Cao đẳng Cảnh sát nhân dân III (T49)
- Trường Trung cấp Cảnh sát vũ trang (T45)
- Trường Trung cấp Cảnh sát nhân dân V (T52), đóng tại Thăng Bình, Quảng Nam.[18]
- Trường Trung cấp Cảnh sát nhân dân VI (T51)

## Tổng cục trưởng qua các thời kỳ

### Tổng cục Xây dựng Lực lượng (-11.2014)
- 1991-1996, Nguyễn Văn Tính, Thiếu tướng, Thượng tướng, Thứ trưởng Bộ Công an
- 1996-2006, Thiếu tướng Phạm Văn Dần 1996 đến 2006 nghỉ hưu
- -2007, Trần Quang Trọng, Thiếu tướng, quyền Tổng cục trưởng[19]
- 2007-2.2010, Lê Quý Vương, Trung tướng (2008), Thượng tướng (2013), Thứ trưởng Thường trực Bộ Công an
- 3.2010-11.2014, Trần Bá Thiều, Trung tướng

### Tổng cục Chính trị (12.2014 đến 08.2018)
- 12.2014-12.2016, Trần Bá Thiều, Trung tướng (2013), nguyên Giám đốc Công an Thành phố Hải Phòng[20]
- 12/2016-08/2018, Nguyễn Thanh Nam, Trung tướng, Phó Tổng cục trưởng Phụ trách Tổng cục Chính trị CAND

## Phó Tổng cục trưởng qua các thời kỳ
- Phan Văn Lai, Thiếu tướng[21]
- 2004-2007, Lê Quý Vương, Thiếu tướng, Thượng tướng, Thứ trưởng Bộ Công an
- 2005-2007, Nguyễn Trung Thành, Thiếu tướng[22]
- Nguyễn Đức Minh, Thiếu tướng (1980)[23]
- Châu Văn Mẫn, Trung tướng[24][25]
- 2005-2006, Trương Hòa Bình, Trung tướng (2007), Chánh án Tòa án nhân dân tối cao[26]
- Đinh Hữu Phượng, Thiếu tướng[27]
- Nguyễn Minh Dũng, Thiếu tướng[28]
- 2007-2013, Lê Ngọc Nam, Trung tướng[29][30][31]
- 2009-2015, Nguyễn Hữu Ước, Anh hùng lao động, Trung tướng (2010), nguyên Tổng biên tập báo CAND, ANTG, nguyên Tổng biên tập Truyền hình CAND (ANTV).
- 2012-9.2014, Nguyễn Xuân Tư, Trung tướng (2013), bị mất vì tai nạn giao thông[32][33], nguyên Cục trưởng Cục Đào tạo
- 2011-2018, Trần Văn Nhuận, Trung tướng (2014), nguyên Vụ trưởng Vụ Tổ chức Cán bộ, Giám đốc Công an tỉnh Quảng Trị[34][35]
- 2011-2018, Nguyễn Xuân Mười, Trung tướng (2013), nguyên Giám đốc Công an tỉnh Bắc Ninh[36]
- 2011-2018, Bùi Bá Định, Trung tướng (2014), nguyên Giám đốc Công an tỉnh Ninh Bình[37]
- 2012-2018, Lê Văn Đệ, Trung tướng (1.2014), nguyên Chánh Văn phòng Tổng cục Chính trị, Bộ Công an[38]
- 2013-2018, Nguyễn Thanh Nam, Trung tướng[39]
- 2014-10/2017, Trương Giang Long, GS.TS, Thiếu tướng (2014), kiêm Giám đốc Học viện Chính trị Công an nhân dân[40][41]
- 2014-2018, Đỗ Ngọc Cẩn, PGS.TS, Thiếu tướng (2012), nguyên Hiệu trưởng Trường Đại học Phòng cháy chữa cháy[42]
- 2014-2018, Nguyễn Quang Chữ, Thiếu tướng (2014), nguyên Phó Cục trưởng Cục Tổ chức cán bộ, Cục trưởng Cục Chính sách[43][44]
- 5.2015-11.2016, Nguyễn Văn Sơn, Thiếu tướng (2012), Trung tướng (2016), nguyên Giám đốc Công an Thành phố Đà Nẵng (2010-2015), Thứ trưởng Bộ Công an (từ 22/11/2016)[45]
- Từ 15 tháng 3 năm 2016, Thiếu tướng, Giáo sư, tiến sĩ Bùi Minh Giám, sinh năm 1960, quê quán Hoa Lư, Ninh Bình, nguyên Cục trưởng Cục Đào tạo[46]
- Thiếu tướng Nguyễn Hải Trung[47]
- Thiếu tướng Mai Văn Hà[48]